# Les Salles-de-Castillon
Les Salles-de-Castillon é uma comuna francesa na região administrativa da Nova Aquitânia, no departamento da Gironda. Estende-se por uma área de 10,8 km². Em 2010 a comuna tinha 357 habitantes (densidade: 33,1 hab./km²).